# Fruita (Oregon)
Fruita az Amerikai Egyesült Államok északnyugati részén, Oregon állam Wallowa megyéjében elhelyezkedő önkormányzat nélküli település.